# Richard Lydekker
Richard Lydekker (Londen, 25 juli 1849 – Harpenden, 16 april 1915) was een Brits bioloog, geoloog en paleontoloog. Lydekker heeft veel geschreven over biologie en paleontologie, vakgebieden die in zijn tijd met de term natuurlijke historie werden aangeduid.
Lydekker werd geboren in Londen. Hij studeerde aan Trinity College (Cambridge) en haalde daar in 1872 zijn kandidaats-examen in de Natuurwetenschappen. In 1874 trad hij toe tot de Geological Survey of India, waar hij studie maakte van de paleontologie van gewervelden van het noorden van India, met name Kasjmir. Hij bleef daar tot 1882, waarna hij in Londen bij het British Museum (vanaf 1886 formeel Natural History Museum) ging werken voor de afdeling Geologie en Zoölogie. Vanaf 1885 catalogiseerde hij de collectie fossiele gewervelden van het museum, waarvan tot 1891 in totaal 10 banden verschenen. In 1893 reisde hij naar Argentinië om daar studie te maken van de fossiele zoogdieren. In 1894 werd hij lid van de Royal Society.
Lydekker was een van de redacteuren van de Encyclopædia Britannica. Naar hem werd de Lydekkerlijn genoemd die de oost- en zuidgrens van Wallacea aanduidt.
- Bibsys: 2106255
- Biblioteca Nacional de España: XX1349483
- Bibliothèque nationale de France: cb12552015v (data)
- Catàleg d'autoritats de noms i títols de Catalunya: 981060034326406706
- CiNii: DA01045751
- Gemeinsame Normdatei: 117667838
- International Standard Name Identifier: 0000 0001 1060 7541
- Library of Congress Control Number: n83825135
- Nationale Bibliotheek van Letland: 000292659
- Nationale Bibliotheek van Tsjechië: xx0281072
- Nationale bibliotheek van Australië: 35812958
- Nationale Bibliotheek van Israël: 987007264706705171
- Nederlandse Thesaurus van Auteursnamen: 078310407
- Réseau des bibliothèques de Suisse occidentale: 02-A003538386
- Istituto Centrale per il Catalogo Unico: RMSV063611
- SNAC: w6bs23bb
- Système universitaire de documentation: 034804900
- Trove: 1099194
- Virtual International Authority File: 46874978
- WorldCat: E39PBJrGrqqXbfCDJ34Cmcbrv3